# تایس آل
تایس آل (هلندی: Thijs Al؛ زادهٔ ۱۶ ژوئن ۱۹۸۰) دوچرخه‌سوار اهل هلند است.